# Baltimore Open 1973
Il Baltimore Open 1973 è stato un torneo di tennis giocato sul sintetico indoor. È stata la 2ª edizione del torneo, che fa parte del Commercial Union Assurance Grand Prix 1973. Si è giocato a Baltimora negli Stati Uniti, dall'1 al 7 gennaio 1973.

## Campioni

### Singolare
Jimmy Connors ha battuto in finale  Sandy Mayer con il punteggio di 6–4, 7–5

### Doppio
Jimmy Connors /  Clark Graebner hanno battuto in finale  Paul Gerken /  Sandy Mayer con il punteggio di 3–6, 6–2, 6–3